# Honda VF 750
Die VF 750 war ein Motorrad des japanischen Herstellers Honda.

## Modellgeschichte
Das Motorrad wurde von 1982 bis 1986 in drei Versionen (VF 750 S, VF 750 C und VF 750 F) angeboten. Die VF 750 S wurde als erstes Motorrad mit der neuen V4-Technik präsentiert. Der quer eingebaute Motor leistete in der Grundversion 60 kW (82 PS) bei 9.500/min. Die Modellreihe begründete die V4-Tradition von Honda. Der Zylinderbankwinkel des V-Motors betrug 90°. Die Gemischaufbereitung erfolgte durch 4 Keihin-Gleichdruckvergaser VD 62 A mit 32 mm Durchmesser (VF 750 S / C), (VD 61 B mit 30 mm für die VF 750 F). Die Verdichtung betrug 10,5 :1. Die beiden linken Zylinder zündeten nacheinander in einem Winkel von 90 Grad; die beiden rechten Zylinder 270 Grad später im Abstand von 90 Grad Kurbelwinkel. Je Zylinderreihe ergab dies ein Zündversatz von 360 Grad. Diese unregelmäßige Zündfolge führte neben einer ausgesprochen bulligen Leistungsabgabe zu dem für diese V4-Motoren charakteristischen Auspuffklang, der entfernt an eine Ducati-V2-Maschine erinnerte.
Honda bot neben diesen 750er V-4-Motoren weitere V4-Modelle mit 90-Grad-Zylinderwinkel und quer eingebauter Kurbelwelle an:
- Honda VF 400 F und F2 (Werkscode: NC 13) (nicht offiziell in Deutschland)
- Honda VFR 400 R (NC 21, NC 24, NC 30) (nicht offiziell in Deutschland)
- Honda RVF 400 (NC 35) (nicht offiziell in Deutschland)
- Honda VF 500 F und F2 (PC 12)
- Honda VF 750 C (RC 43)
- Honda VFR 750 F (RC 24 I/II, RC 36 I/II)

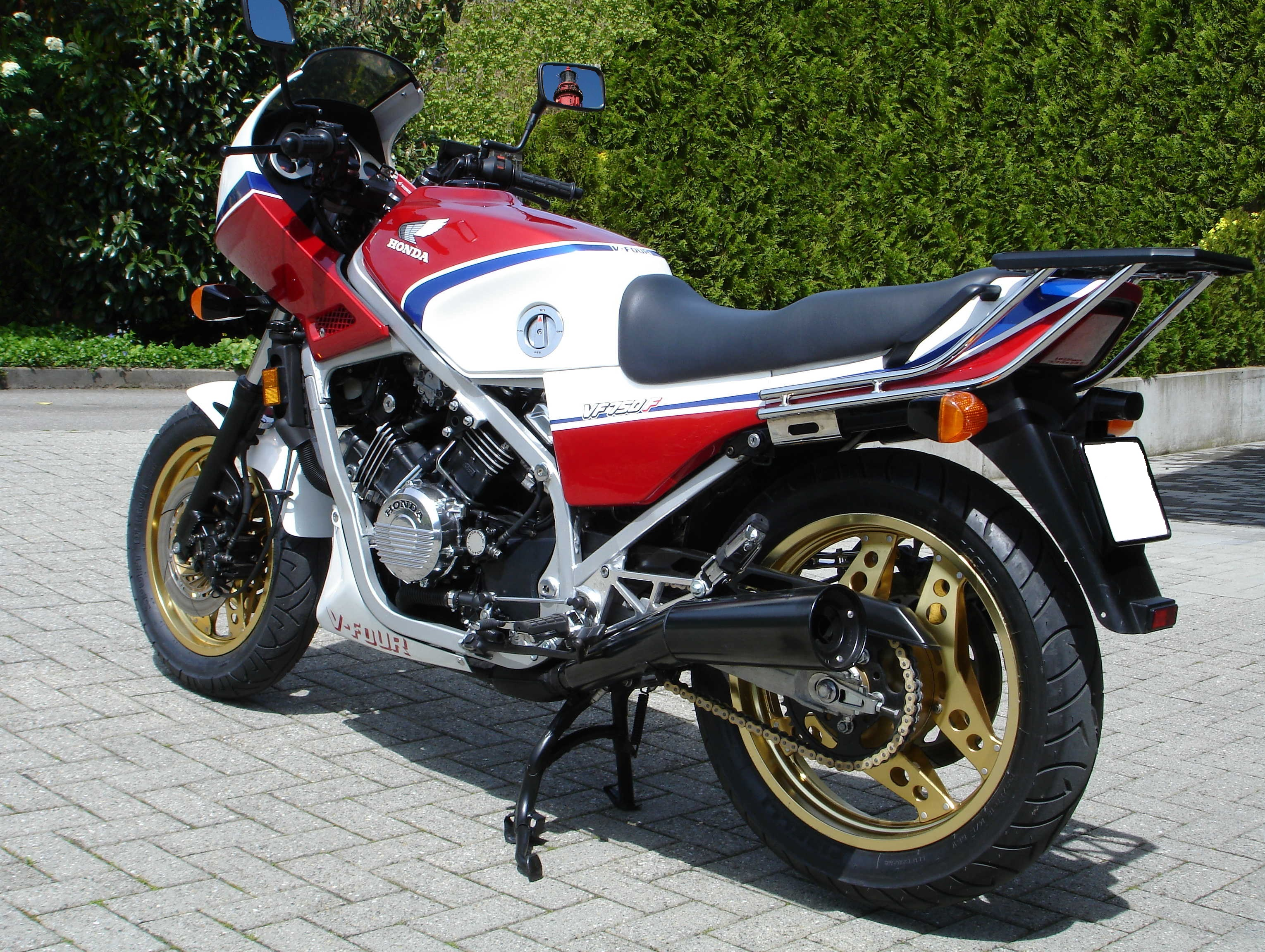
Honda VF 750 F, Europäische Version, 1983, rot-weiss

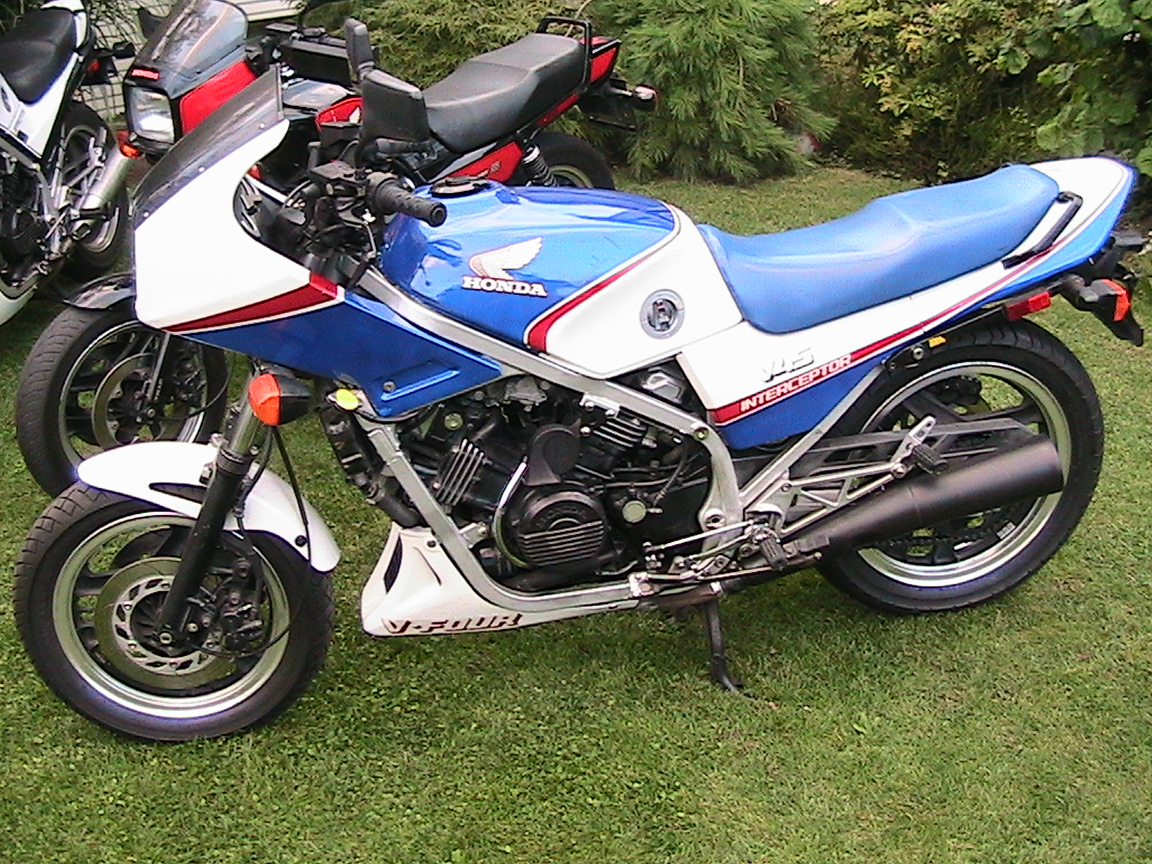
Honda VF 750 F (US-Version Interceptor), blau-weiss

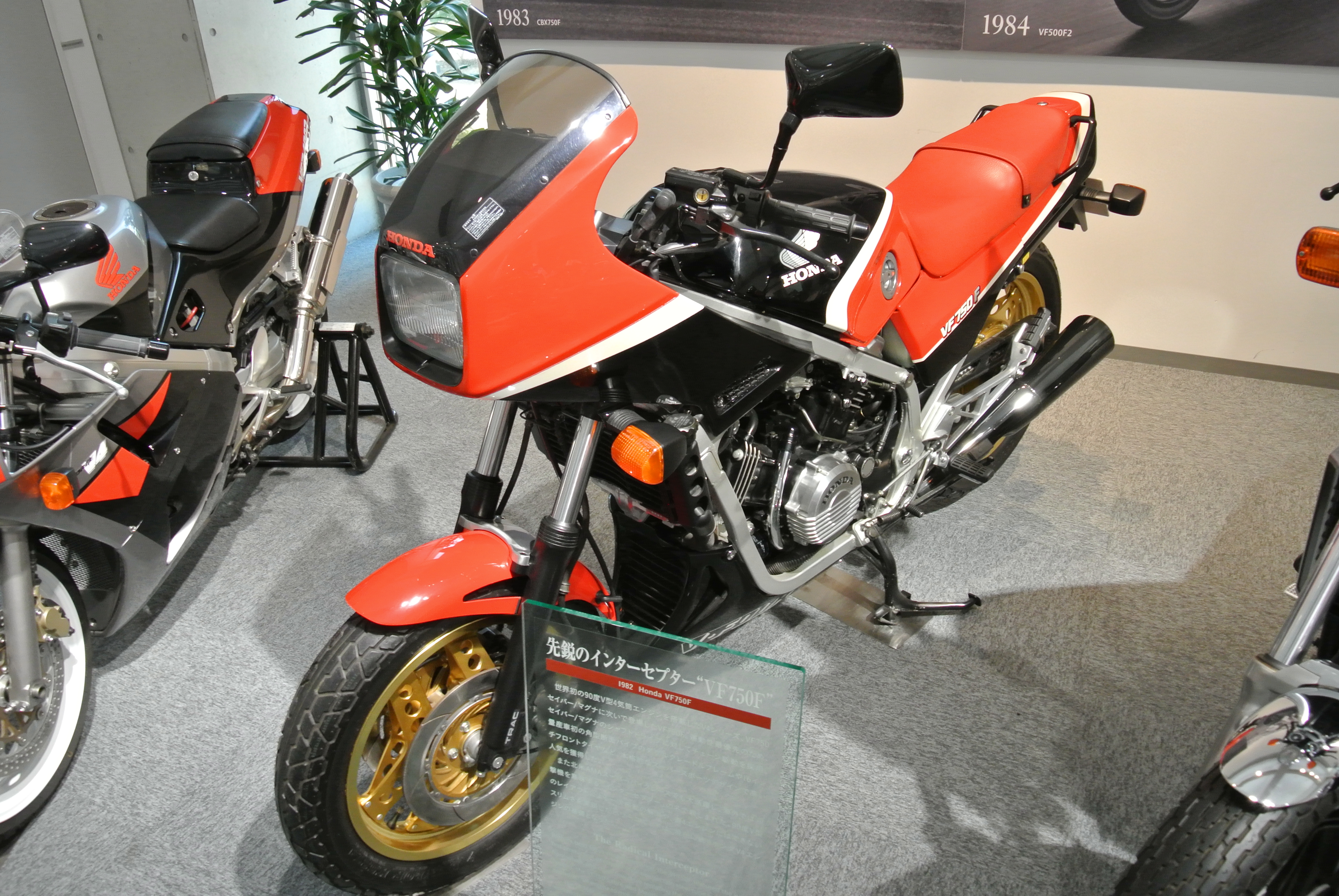
Honda VF 750 F (schwarz-rot)

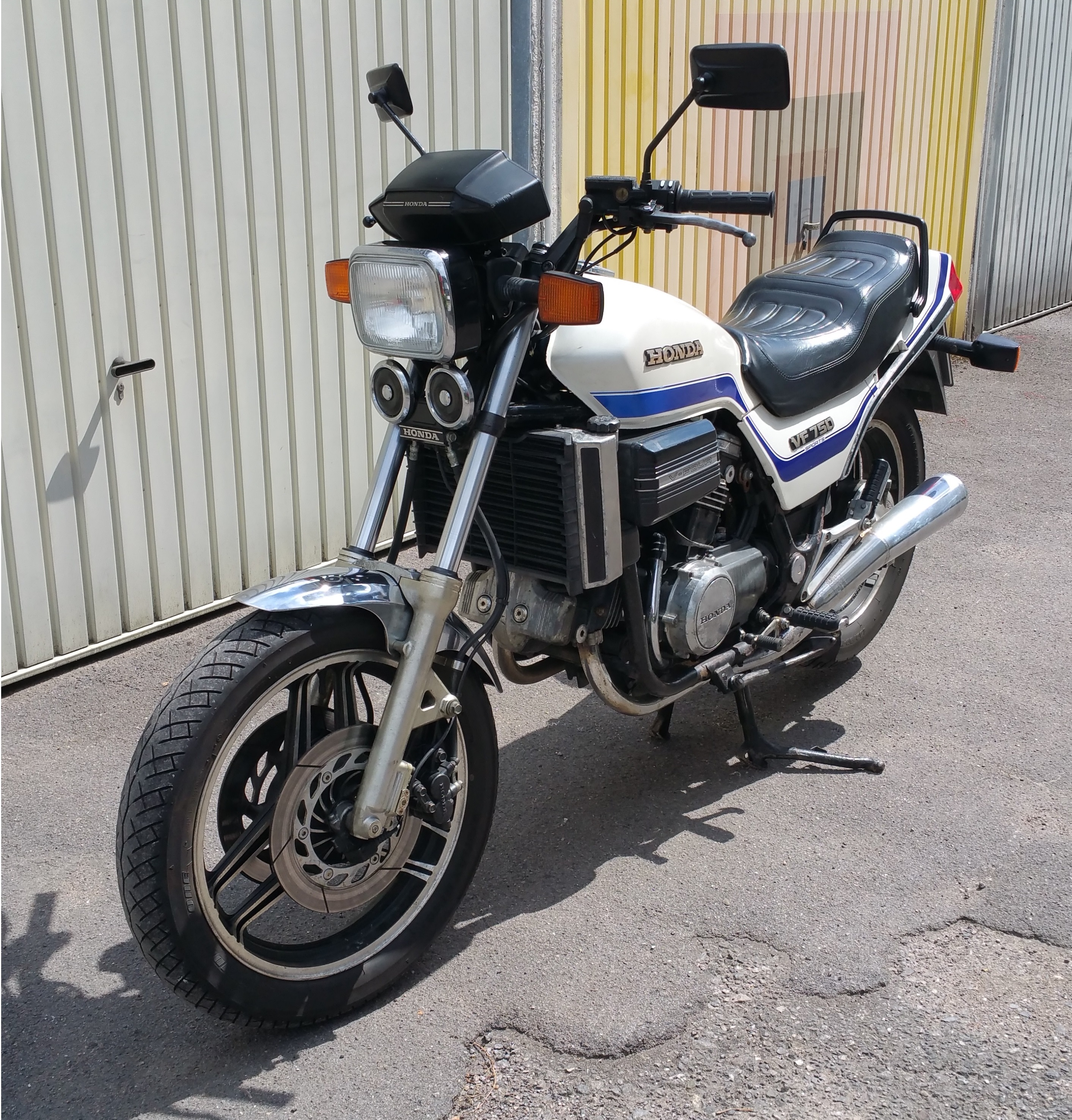
Honda VF 750 S (V45 Sabre) Frontansicht

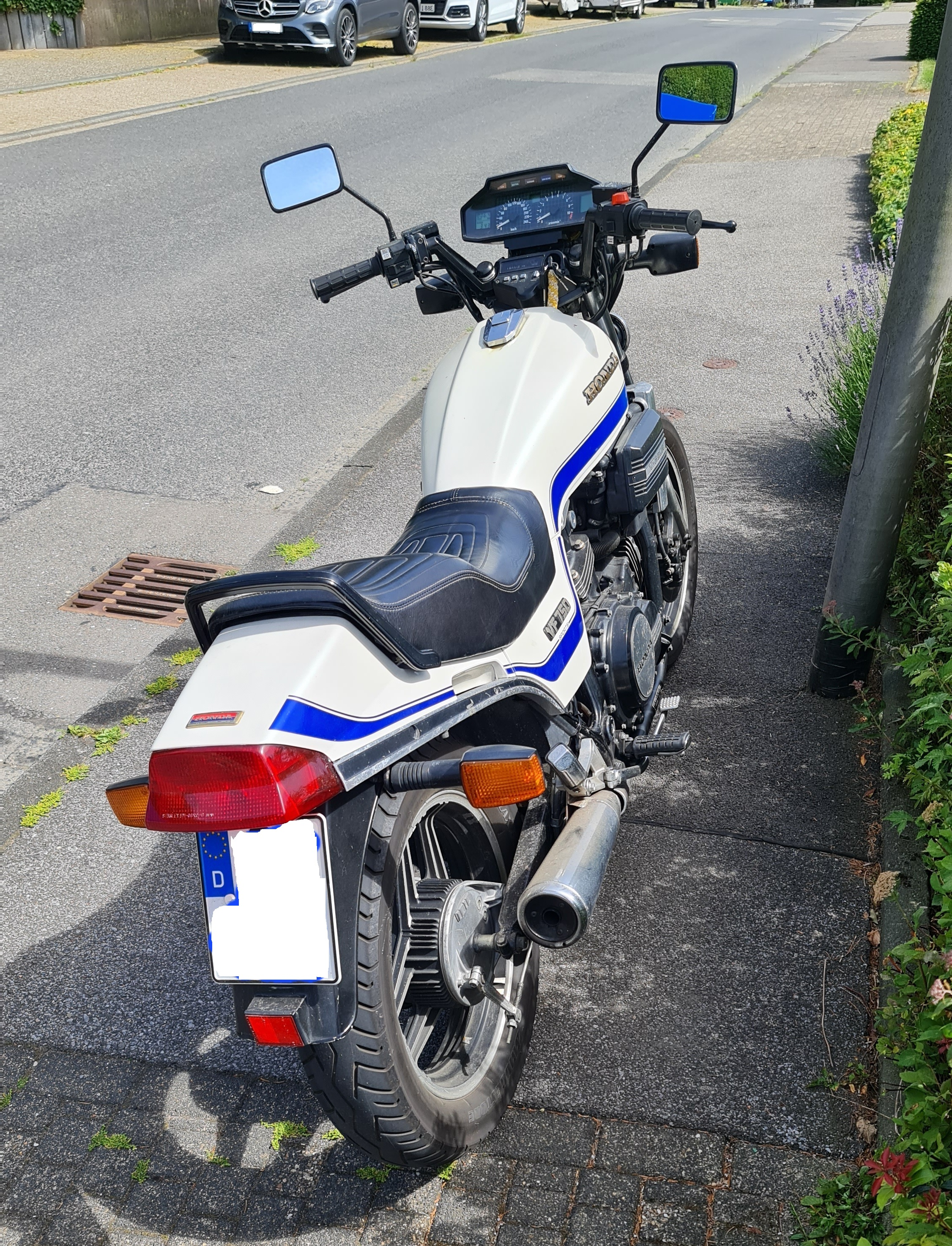
Rückansicht Honda VF 750 S (V 45 Sabre), Bj. 1982

- Honda VFR 750 R (RC 30)
- Honda RVF 750 (RC 45)
- Honda NR 750 (RC 40)
- Honda VFR 800 F (RC 46)
- Honda VFR 800 F (RC 79 / RC 93)
- Honda VF 1000 F und F2 (SC 15)
- Honda VF 1000 R (SC 16)
- Honda VF 1100 C (SC 12)

## Mängel
Bei den ersten Modellen der V4-Baureihe (750er wie auch 1000er-Triebwerke) traten Schäden an den Schlepphebeln und Nockenwellen auf. Die Reibpaarung zwischen Gleitplättchen auf den Schlepphebeln und den Nockenlaufbahnen war nicht sehr beständig und es trat vermehrt Pitting auf. Betroffen bei den RC-07-Modellen (VF 750 S) waren die Fahrgestellnummern RC 07-2000001 bis 2099999 (Baujahr 1982) und RC 07-2100001 bis 2199999 (Baujahr 1983). Bei den RC-15-Maschinen (VF 750 F) waren die Fahrgestellnummern RC 15-2000001 bis 2199999 der Jahrgänge 1983 und 1984 betroffen. Honda ersetzte die Teile auf Garantie oder Kulanz.
Bei einer VF 750 S im 25.000 km Dauertest der Zeitschrift Das Motorrad brach 1983 der Rahmen im Heckbereich ab. Bis zum Frühjahr 1984 wurden insgesamt 5 Rahmenbrüche bekannt. Honda ordnete an, dass bei allen Pro-Link-Modellen mit Gepäckträger eine Abstützung zu den hinteren Fußrasten angebracht werden muss. Garantieansprüche verweigerte Honda.

### VF 750 S
Die S-Version Sabre (engl. Säbel) (Werkscode RC 07) war ein Allrounder oder Sporttourer. Honda hatte bei der Premiere der VF 750 S auf Elektronik gesetzt, um die Konkurrenzmodelle zu übertrumpfen. Zum Beispiel hatte kein anderes Modell dieser Zeit so viel Elektronik im Cockpit wie die Sabre. Sobald die Maschine gestartet wurde, prüfte der Bordcomputer die wichtigsten Funktionen wie Öldruck, Bordspannung, Säurestand der Batterie, Licht, Benzinstand und mehr, wobei in der LCD-Anzeige zwischen Tachometer und Drehzahlmesser jeweils das passende Symbol erschien. Nach diesem Check, der auch per Knopfdruck manuell angesteuert werden konnte, erschien die Ganganzeige. Darüber hinaus konnte an der linken Lenkerarmatur- über der Uhr- eine Stoppuhr betätigt werden. Die Konkurrenzmaschine wie zum Beispiel die Yamaha XJ 750 Seca hatte zwar einen ähnlichen Bordcomputer, jedoch weder Flüssigkeitskühlung noch ein 6-Gang-Getriebe. Der Rahmen war als Doppelschleifenrahmen aus Stahl mit runden Rohrquerschnitten ausgestattet. Der rechte Rahmenunterzug war abnehmbar zwecks einfacheren Ein- und Ausbaus des V-Motors. Der Hubraum betrug 748 cm³ (Bohrung 70 mm, Hub 48,6 mm). Der Motor hatte 16 Ventile mit vier obenliegenden Nockenwellen. Die Nennleistung betrug 60 kW/82 PS (Baujahre 1982 und 1983) sowie 63 kW/86 PS im Baujahr 1984. Die Transistorzündung kam mit elektronischer Zündverstellung. Die primäre Kraftübertragung erfolgte über ein klauengeschaltetes 6-Gang-Getriebe, wobei der sechste Gang als langer Overdrive konzipiert war. Die Kupplung wurde hydraulisch betätigt. Der Motor war zur Verhinderung der Übertragung von Vibrationen in das Fahrwerk in Silentblocks gelagert. Die Sitzbankhöhe betrug 780 mm. Der Radstand betrug 1560 mm, Lenkkopfwinkel 60 Grad 30', Nachlauf 117 mm, Federweg vorn/hinten 140/100 mm mit Luftunterstützung sowohl in der Gabel als auch im Zentralfederbein, dem sogenannten Pro-LinkSystem. Letzteres war in drei Stufen verstellbar. Der Standrohrdurchmesser betrug 37 mm. Hydraulisches Anti-Dive-System, welches beim Bremsen ein starkes Eintauchen der Frontpartie verhindern sollte.
- Bremsen vorn: 245-mm-Doppelscheibe mit Doppelkolbenbremszangen, hinten: 160-mm-Trommelbremse
- Reifengröße vorn: 110/90-18 61H, hinten: 130/90-17 68H jeweils schlauchlos auf Gußfelgen
- Höchstgeschwindigkeit: 204 km/h (205 km/h 1984)
- Tankinhalt/Reserve: 18 / 4 l (Baujahre 1982 und 1983), 20 / 4 l im Baujahr 1984
- Leergewicht (trocken): 221 kg, (vollgetankt): 242 kg
- Zulässiges Gesamtgewicht: 445 kg

Das Modell war erhältlich in Rot, Schwarz und Weiß und kostete 1982 beim Erscheinen 9.173 DM.

### VF 750 C

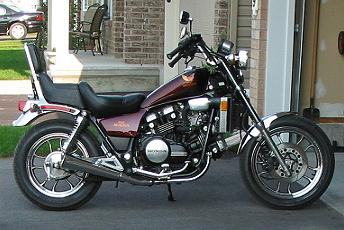
VF 750 C (RC09);V45 Magna (US-Bezeichnung)

Die mit der internen Bezeichnung RC 09 versehene C-Variante (CC/CD/CE – vom engl. Custom) war als Softchopper ausgelegt. Merkmale waren Chromapplikationen, eine Stufensitzbank mit angedeuteter Sissybar sowie arttypische Lenkkopfwinkel und Lenker. Motor, Getriebe und Bremsen entsprachen der VF 750 S. Sie war das leichteste Modell der Reihe mit einem Leergewicht (vollgetankt) von 236 kg. Der Radstand betrug 1540 mm, Lenkkopfwinkel 60 Grad, Nachlauf 105 mm, Federweg vorn/hinten 140 / 100 mm.
- Standrohrdurchmesser 37 mm
- Reifengröße vorn: 110/90-18 61H, hinten: 130/90-16 67H auf Gußfelgen
- Höchstgeschwindigkeit: 187 km/h
- Tankinhalt/Reserve: 14 / 4,5 l

### VF 750 F
Das Sportmodell mit dem Namen Interceptor (engl. für Abfangjäger), intern als RC 15 bezeichnet, zeichnete sich neben der Fahrwerksauslegung insbesondere durch die um 6 bzw. 3 kW erhöhte Spitzenleistung aus. Das Motorgehäuse unterschied sich zur S- und C-Version dadurch, dass die beiden vorderen Zylinder leicht nach oben gekippt waren (unter Beibehaltung des 90 Grad Zylinderbankwinkels), was neben einer Verbesserung der Schwerpunktlage auch zu einer Reduzierung des Radstandes führte. Zudem hatte das F-Triebwerk Nockenwellen mit 3 Grad längeren Einlass- und um 5 Grad verschärften Auslasssteuerzeiten. Der Ventilhub wurde um ein Viertelmillimeter vergrößert. Die primäre Kraftübertragung erfolgte über ein 5-Gang-Getriebe. Der 18 kg schwere Stahlrahmen bestand aus Vierkantrohren zwecks höherer Steifigkeit. Der Radstand betrug 1495 mm, Lenkkopfwinkel 61 Grad 50', Nachlauf 96 mm, Federweg vorn/hinten 140 / 110 mm. Standrohrdurchmesser 39 mm. Bremsen vorn: 276-mm-Doppelscheibe, hinten: 296-mm-Einzelscheibe. Reifengröße vorn: 120/80-V16, hinten: 130/80-V18 auf genieteten Comstar-Felgen. Höchstgeschwindigkeit: 216 km/h. Tankinhalt/Reserve: 22 / 4 l. Leergewicht (vollgetankt): 248 kg Die Leistung des Choppers betrug 55 kW / 75 PS in 1982 und 1983. In 1984 wurde sie auf 63 kW / 86 PS angehoben.
Die Maschine war erhältlich in blau-weiss, rot-weiss sowie schwarz-rot.

### VF 750 in den USA
Entgegen einer Annahme, dass die 750er Modelle aus der VF 700 entwickelt wurden, war dies genau umgekehrt. 1984 führte die US-Regierung (United States International Trade Commission) Zollerhöhungen für im Ausland hergestellte Motorräder über 700 cm³ ein, um deren Absatzsteigerung in den Vereinigten Staaten entgegenzuwirken und die inländischen Motorradhersteller, insbesondere Harley-Davidson, zu unterstützen. Daher reagierte Honda 1984 durch eine Reduzierung des Hubraums der VF750 auf 698 cm³, indem der Hub aller 750-cm³-Motoren verringert wurde (Werkscodes: RC 07, RC 21, RC 22, RC 23). So wurde aus der Magna 45 die VF700C. Ein Nebeneffekt dieser Änderung war ein höher drehender Motor (Grenzwert jetzt 10.500/min) mit ähnlichen Leistungswerten wie die 750er. Im selben Jahr wurden auch Drehzahlbegrenzer in den CDI-Einheiten eingebaut, um ein Überdrehen zu verhindern, das bei den früheren 750-Modellen recht häufig vorkam.